# باهرة بالميرية
باهرة بالميرية (الاسم العلمي: Agave palmeri) هو نوع من النباتات يتبع جنس الباهرة من الفصيلة الهليونية.